# گراهام کالفیلد
گراهام کالفیلد (انگلیسی: Graham Caulfield؛ زادهٔ ۱۹۴۳ (۸۱–۸۲ سال)) بازیکن فوتبال اهل بریتانیا است.
از باشگاه‌هایی که در آن بازی کرده‌است می‌توان به باشگاه فوتبال یورک سیتی و باشگاه فوتبال برادفورد سیتی اشاره کرد.